# Mouvements en miroir familiaux congénitaux
Les mouvements en miroir familiaux congénitaux ou mouvements en miroir congénitaux sont une maladie génétique neurologique qui se caractérise par l'apparition précoce de mouvements involontaires reproduisant selon un axe de symétrie droite-gauche les  mouvements effectués du côté opposé de façon volontaire.

## Description
Cette pathologie de latéralisation ne s'accompagne d'aucun autre signe clinique ni d'aucun autre symptôme. La plupart des personnes affectées ont des mouvements de moindre amplitude que les mouvements correspondants volontaires. Cette pathologie persiste toute la vie sans amélioration et ne s'accompagne pas de manifestations neurologiques tardives. Elle peut empêcher la pratique de certains métiers manuels.

## Cause
Le mécanisme est peu connu et pourrait être en rapport avec un défaut d'inhibition de la communication entre les deux hémisphères cérébraux ou la persistance d'une voie ipsilatérale du tractus cortico spinal.
Certaines mutations génétiques pourraient être responsable de la maladie : gènes DCC,  RAD51, DNAL4 ou NTN1.
Cette maladie génétique présente des formes avec transmission tantôt dominante (il est rapporté un cas où les 17 membres d'une famille, répartis sur quatre générations, sont atteints), tantôt récessive, la maladie étant constatée sur une tante et son neveu, mais pas chez la sœur de la tante/mère du neveu. C'est une maladie génétique très rare puisque moins d'un individu sur 1 million en est porteur.